# Barnaby Rudge
Barnaby Rudge: A Tale of the Riots of Eighty (conhecido apenas como Barnaby Rudge) é um romance histórico do escritor britânico Charles Dickens. Barnaby Rudge foi um dos dois romances (o outro foi The Old Curiosity Shop) que Dickens publicou no seu periódico semanal Master Humphrey's Clock. A ação de Barbaby Rudge decorre nos Gordon Riots de 1780.
Barnaby Rudge foi o quinto romance que Charles Dickens publicou. Originalmente, este deveria ter sido o primeiro romance do escritor a ser publicado, mas uma mudança de editora causou vários atrasos e a história acabou por ser lançado em série entre fevereiro e novembro de 1841.
Este foi o primeiro romance histórico de Charles Dickens (A Tale of Two Cities, cuja ação decorre na altura da Revolução Francesa foi o único que o sucedeu neste campo) e tem poucas adaptações ao cinema e à televisão, algo raro no que toca à obra de Dickens.
A personagem de Grip, o corvo inspirou o famoso poema O Corvo de Edgar Allan Poe. O autor americano escreveu uma crítica deste romance na Graham's Magazine e disse, entre outras coisas, que o corvo deveria ter tido um propósito mais profético e que deveria ser mais solene e não tão cómico.

## Contexto
Charles Dickens assinou, em 1836, um contrato no valor de 200 libras para escrever este livro, que na altura teria o título Gabriel Varden – The Locksmith of London, para a editora Bentley’s Miscellany, a mesma que publicou Oliver Twist. Após o sucesso de Pickwick Papers, Oliver Twist e Nicholas Nickleby, o autor acabou por renegociar o contrato com a editora e comprou os seus direitos, pelo que o romance foi publicado semanalmente no periódico Master Humphrey’s Clock da editora Chapman and Hall. Os acontecimentos do romance centram-se nos motins anticatólicos de Londres de 1780.
Este foi o primeiro romance histórico de Charles Dickens que admirava bastante os trabalhos do género de Sir Walter Scott. Á semelhança dos livros desse escritor, Barnaby Rudge foi publicado originalmente em três volumes.

## Resumo
A história de Barnaby Rudge centra-se num misterioso assassinato e tem como pano de fundo os Gordon Riots de 1780, uma série de motins violentos e sangrentos levados a cabo por Protestantes anticatólicos que se opunham ao Catholic Relief Act de 1778 que levantou algumas das leis penais mais severas contra os católicos. Esta oposição é mencionada por várias personagens ao longo do romance. A personagem principal, Barnaby Rudge, é um homem simples, inocente e ingénuo, mas fica famoso como um apaziguador dos revolucionários mal orientados.

## Temas
Dickens desenvolveu o enredo de Barnaby Rudge quando tinha pouco mais de vinte anos de idade. Esta foi uma altura em que ele estava a começar a sua vida independente da sua família: uma vida sem a pobreza e o desastre que acompanhavam constantemente o seu pai. Talvez seja por isso que o romance está recheado de relações desastrosas entre pais e filhos.
Tanto Barnaby como Maypole Hugh são abandonados pelos seus pais. O irmão de Maypole, Edward, não é abandonado pelo seu pai, Sir John Chester, porém a relação entre eles não é boa uma vez que Sir John opõe-se fortemente a uma relação entre Edward e Emma Haredale. Outra relação complicada entre pai e filho é a de John Wallet com o seu filho Joe uma vez que o pai recusa-se a ver o seu filho como um adulto.